# Earthgang
Die Earthgang, auch EarthGang oder EARTHGANG geschrieben, ist ein US-amerikanisches Hip-Hop-Duo aus Atlanta.

## Bandgeschichte
Die High-School-Freunde Olu Fann und Eian Parker schlossen sich 2008 zum Hip-Hop-Duo Earthgang zusammen. Bereits während ihrer gemeinsamen Universitätszeit in Hampton, Virginia, brachten sie 2010 ihr erstes Mixtape The Better Party heraus. Daneben gründeten sie mit J.I.D. das Kollektiv Spillage Village, dem sich später unter anderem auch 6lack anschloss.
Es folgten Touren und weitere Mixtapes und 2013 das Debütalbum Shallow Graves for Toys, mit dem sie erstmals größere Aufmerksamkeit als Newcomer erregten. Weitere Touren und Auftritte, unter anderem bei South by Southwest, folgten. 2015 erschien ihr zweites Album Strays with Rabies.
2017 schlossen sich Earthgang dem Label Dreamville von J. Cole an und veröffentlichten in kurzer Folge drei EPs. Der große Durchbruch kam dann 2019 mit der Label-Compilation Revenge of the Dreamers III. Das Album stieg auf Platz 1 der US-Charts ein und machte alle Beteiligten landesweit bekannt. Der Song Down Bad, an dem sie beteiligt waren, schaffte es auch in die Singlecharts und erreichte Gold. Album und Song, und damit auch sie, bekamen außerdem Nominierungen für Grammy Awards.
Nur zwei Monate nach dem Labelalbum veröffentlichten Earthgang ihr drittes Album Mirrorland und kamen damit auf Platz 40 der Charts. Mit Tiana Major9 nahmen sie gegen Jahresende den Song Collide für den Soundtrack zum Film Queen & Slim auf. Dies brachte ihnen bzw. Olu Fann als Songwriter eine weitere Nominierung als bester R&B-Song bei den Grammy Awards. Danach veröffentlichten sie auch mit dem Kollektiv Spillage Village ein Album bei Dreamville. Auch mit Spilligion gelang ihnen 2020 eine Platzierung in den Billboard-200-Albumcharts.

## Mitglieder
- Johnny Venus (Olu O. Fann)
- Doctor Dot (Eian Undrai Parker)

## Diskografie
Alben
- Shallow Graves for Toys (2013)
- Strays with Rabies (2015)
- Mirrorland (2019)

EPs und Mixtapes
- The Better Party (2010)
- Mad Men (2011)
- Good News (2011)
- Torba (EP, 2015)
- Rags (EP, 2017)
- Robots (EP, 2017)
- Royalty (EP, 2018)

mit Dreamville
- Revenge of the Dreamers III (2019)

mit Spillage Village
- Bears Like This (2014)
- Bears Like This Too (2015)
- Bears Like This Too Much (2016)
- Spilligion (2020)